# Уссурі
48°26′0″ пн. ш. 134°59′0″ сх. д. / 48.43333° пн. ш. 134.98333° сх. д.
Уссу́рі (кит.: 乌苏里江 — Усулицзян; маньчж. — «чорна як сажа») — річка у Приморському і Хабаровському краях Росії, права притока Амура, природний державний кордон між Росією та Китаєм.

## Основні дані і географія протікання
Довжина Уссурі — 897 км, площа басейну — 193 000 км². 
Річка бере початок на південно-західних схилах (гора Снєжная) Сіхоте-Аліня, нижче має переважно рівнинний характер протікання. 
Живлення головним чином дощове.
Пересічна витрата води — у пониззі бл. 1200 м³/с, максимальна — 10 520 м³/с.
З озером Ханка Уссурі сполучає річка Сунгача.

## Використання та історія
У верхів'ї Уссурі сплавна. Нерегулярне судноплавство на 620 км від гирла.
Води Уссурі використовують для зрошування.
Розвинуте рибальство (харіус, осетер); нерест лососевих риб.
На Уссурі розташоване місто Лісозаводськ.
У басейні річки поклади олов'яних руд, кам'яного і бурого вугілля; джерела мінеральних вод; у пониззі — Великохехцирський заповідник.
Річка Уссурі відома подіями 1969 року на острові Даманський (радянсько-китайським військовим конфліктом), що виявилось у серії збройних сутичок між воєнними СРСР і КНР 2 і 15 березня 1969 року в районі річкового острова Даманський (кит.: 珍宝, Чженьбао, «Дорогоцінний») на відлеглості 230 км на південь від Хабаровська. 19 травня 1991 року радянською (російською) стороною було підтверджено китайську юрисдикцію острова.

## Галерея

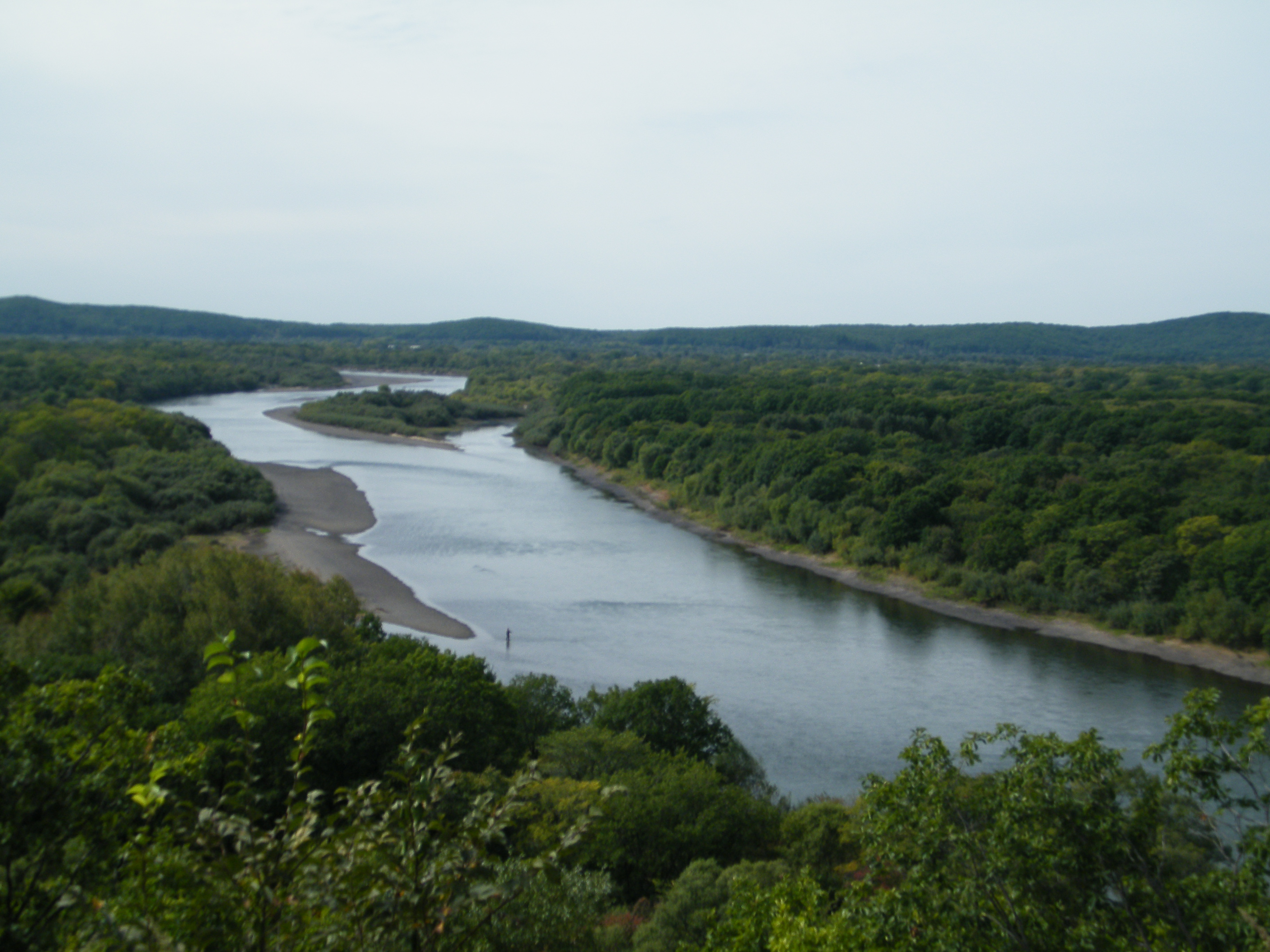
Річка Уссурі біля селища Гірські Ключі
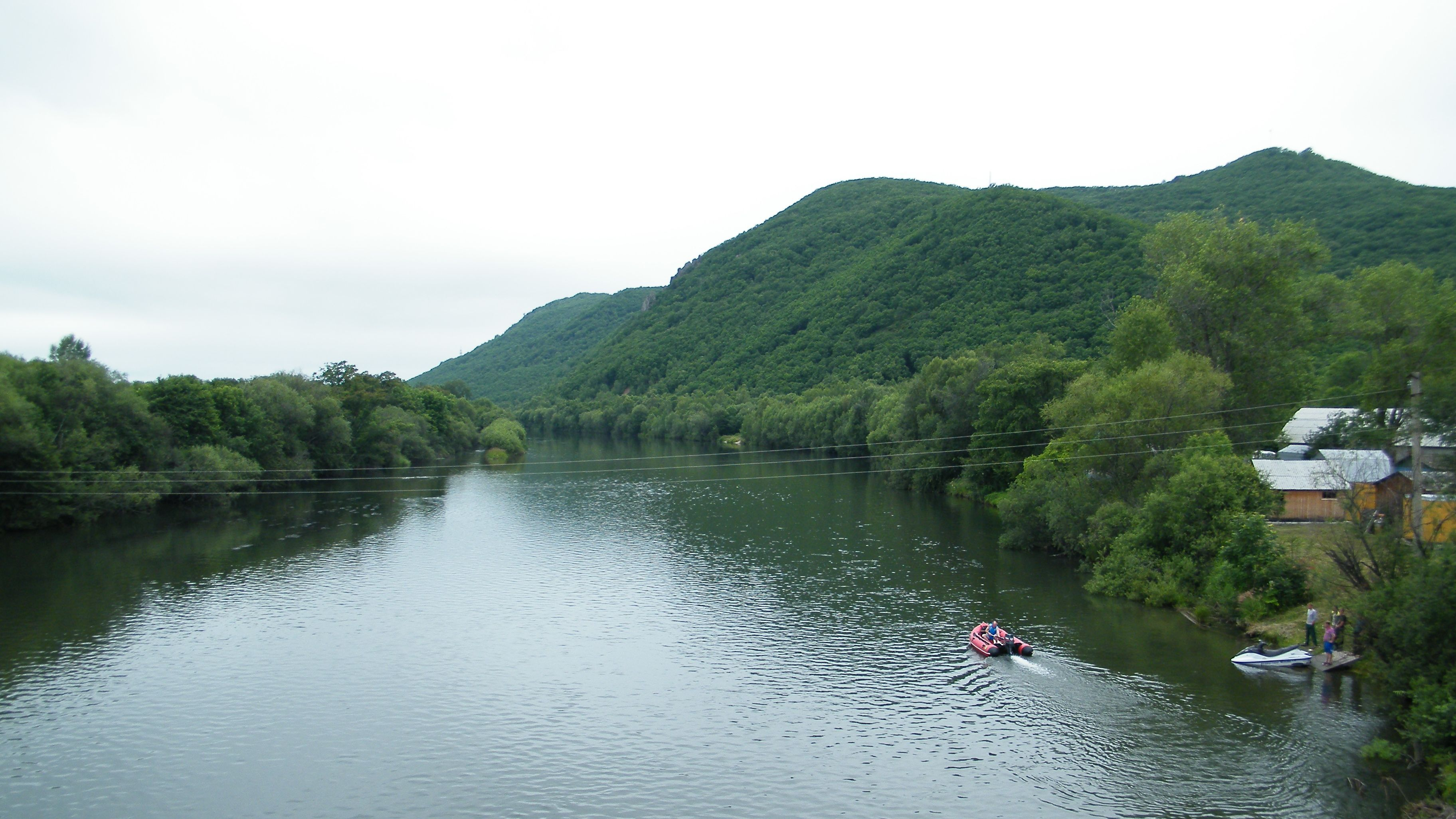
Річка Уссурі у Чугуївському районі
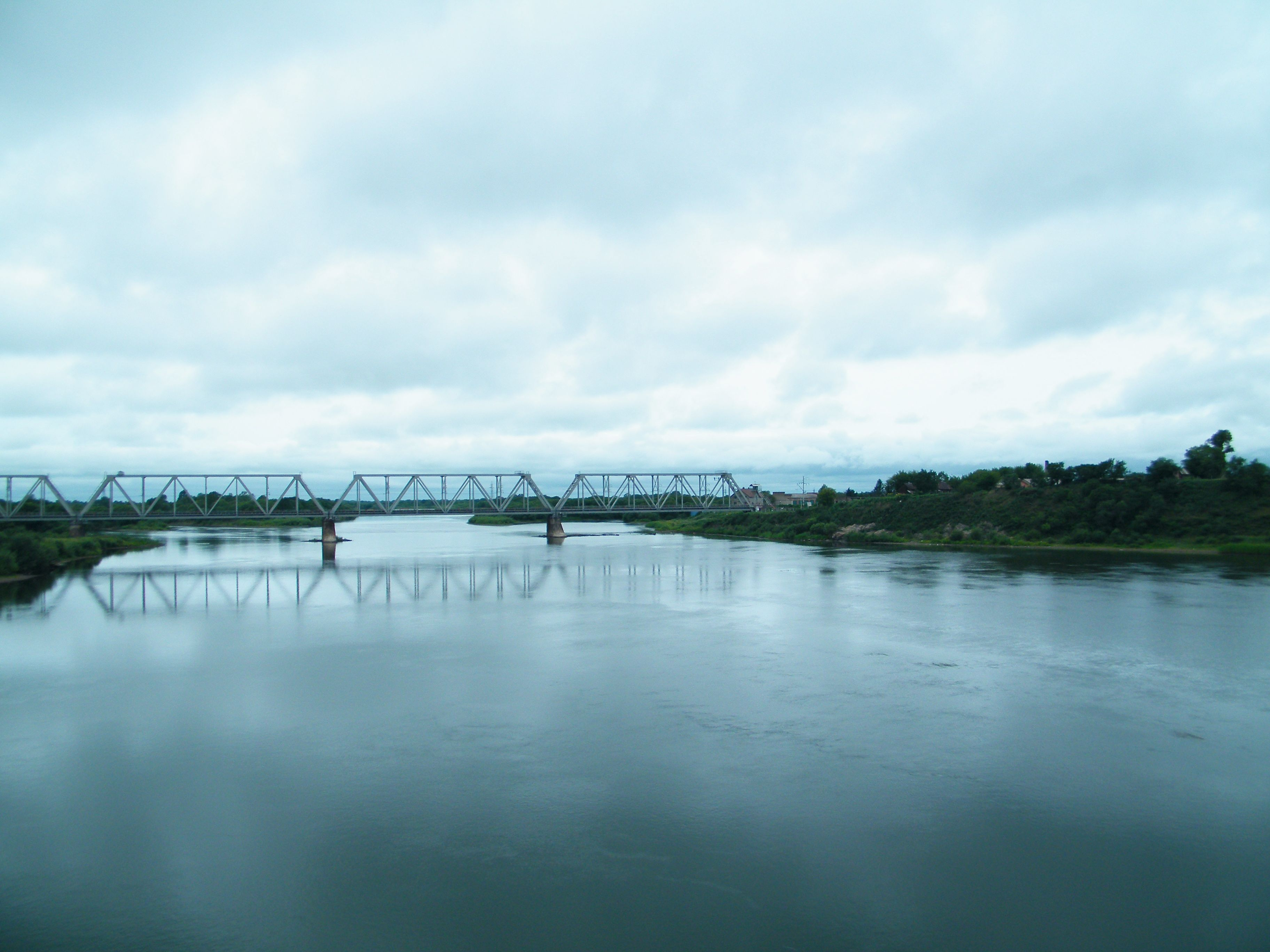
Річка Уссурі у Лісозаводську